# Avinguda de Carlemany
L'avinguda de Carlemany és un carrer situat a Escaldes-Engordany (Andorra), que és la continuació natural de l'avinguda de Meritxell d'Andorra la Vella. Ambdós carrers formen un continu urbà entre la capital andorrana i les Escaldes i constitueixen el principal eix comercial del país.

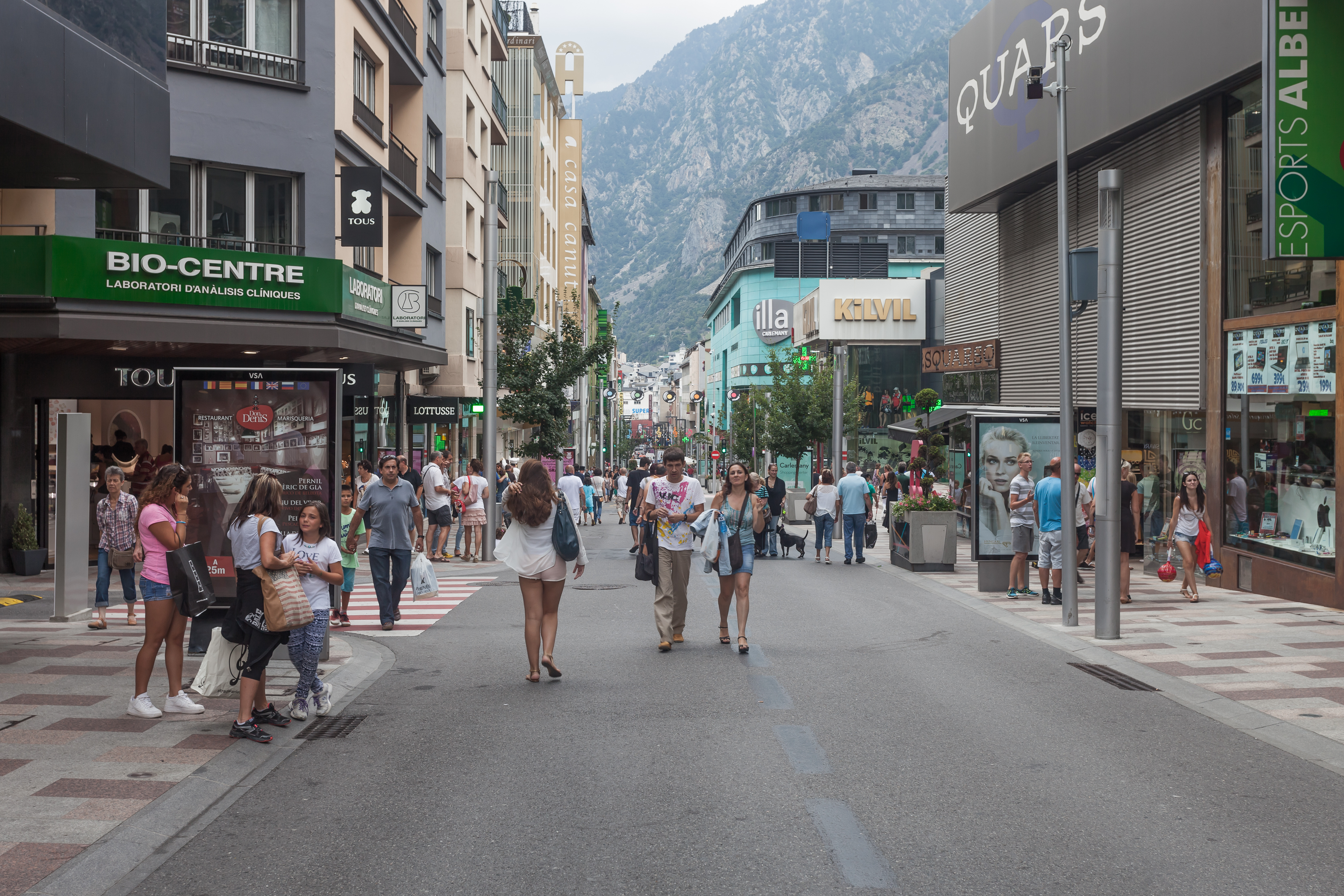
Tram per a vianants; al fons a la dreta, el centre comercial Illa Carlemany

L'avinguda està dedicada a Carlemany, qui segons la llegenda es diu que va donar la independència al país. Al llarg de l'avinguda hi ha un bon nombre de blocs de pisos, botigues i establiments turístics i actualment s'hi ha obert un nou centre comercial, que porta el nom de l'avinguda, anomenat Illa Carlemany. Els darrers anys, una part del carrer ha estat tancada al trànsit de vehicles i només hi poden circular els vianants.
Conté edificis emblemàtics com l'església de Sant Pere Màrtir, l'Hotel Carlemany (núm. 4), l'Hotel Valira (núm. 37), la Casa Lacruz (núm. 61) o la Casa Duró (núm. 91).